# Bresse
Bresse es una antigua provincia francesa. Se encuentra en las regiones de Auvernia-Ródano-Alpes y Borgoña-Franco Condado, en el este de Francia. El término se refiere a dos áreas: Bresse bourguignonne (o louhannaise), situada al este del departamento de Saona y Loira, y Bresse, situada en el departamento de Ain.
Bresse se extiende desde Dombes, al sur, hasta el río Doubs, al norte, y desde el Saona, al este, hasta el macizo del Jura, midiendo unos 97 km norte-sur y 32 km de este a oeste. Es una llanura que varía de 180 a 240 metros sobre el nivel del mar, con pocas prominencias y una ligera inclinación hacia el oeste. Los brezales y los bosquecillos se alternan con los pastos y las tierras de labranza; los estanques y los pantanos son numerosos, sobre todo en el norte. Sus principales ríos son el Veyle, el Reyssouze y el Seille, todos ellos afluentes del Saona. El suelo es arcilloso, pero moderadamente fértil, y la ganadería es muy importante. Sin embargo, la región es especialmente famosa por la cría de aves de corral para comer (pollo de Bresse).

## Historia
Territorio del Ducado de Saboya, pasó a Francia en 1601 mediante el Tratado de Lyon.